# Pachodynerus gayi
Pachodynerus gayi är en stekelart som först beskrevs av Spinosa 1851.  Pachodynerus gayi ingår i släktet Pachodynerus och familjen Eumenidae. Inga underarter finns listade i Catalogue of Life.